# Campeonato Chileno de Voleibol Masculino
O  Campeonato Chileno de Voleibol Masculino  é a principal competição de clubes de voleibol masculino do Chile.O torneio das duas primeiras divisões (A1 e A2) é organizado pela FEVOCHI.

## Histórico
A primeira edição foi organizada pela Federação Chilena de Voleibol na temporada 2004, sendo celebra novamente no seguinte.